# Петрето-Биккизано (кантон)
Петрето-Биккизано (фр. Petreto-Bicchisano) — упразднённый кантон во Франции, находился в регионе Корсика, департамент Южная Корсика. Входил в состав округа Сартен.
Код INSEE кантона — 2A34. Всего в кантон Петрето-Биккизано входил 6 коммун, из них главной коммуной являлась Петрето-Биккизано. Они вошли в состав кантона Тараво-Орнано в 2015 году.

## Коммуны кантона
| Коммуна           | Население, чел. (2007) | Почтовый индекс | Код INSEE |
| ----------------- | ---------------------- | --------------- | --------- |
| Арджуста-Мориччо  | 88                     | 20140           | 2A021     |
| Казалабрива       | 179                    | 20140           | 2A071     |
| Мока-Кроче        | 227                    | 20140           | 2A160     |
| Оливезе           | 266                    | 20140           | 2A186     |
| Петрето-Биккизано | 566                    | 20140           | 2A211     |
| Соллакаро         | 342                    | 20140           | 2A284     |

## Население
Население кантона на 2008 год составляло 1660 человек.
| 1962  | 1968  | 1975  | 1982  | 1990  | 1999  | 2006  | 2007  | 2008  |
| ----- | ----- | ----- | ----- | ----- | ----- | ----- | ----- | ----- |
| 1 876 | 2 111 | 1 827 | 1 704 | 1 642 | 1 636 | 1 672 | 1 668 | 1 660 |